# Alexander Iljitsch Rodimzew

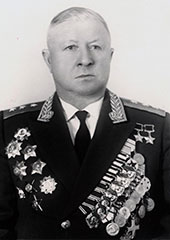
Rodimzew als Generaloberst

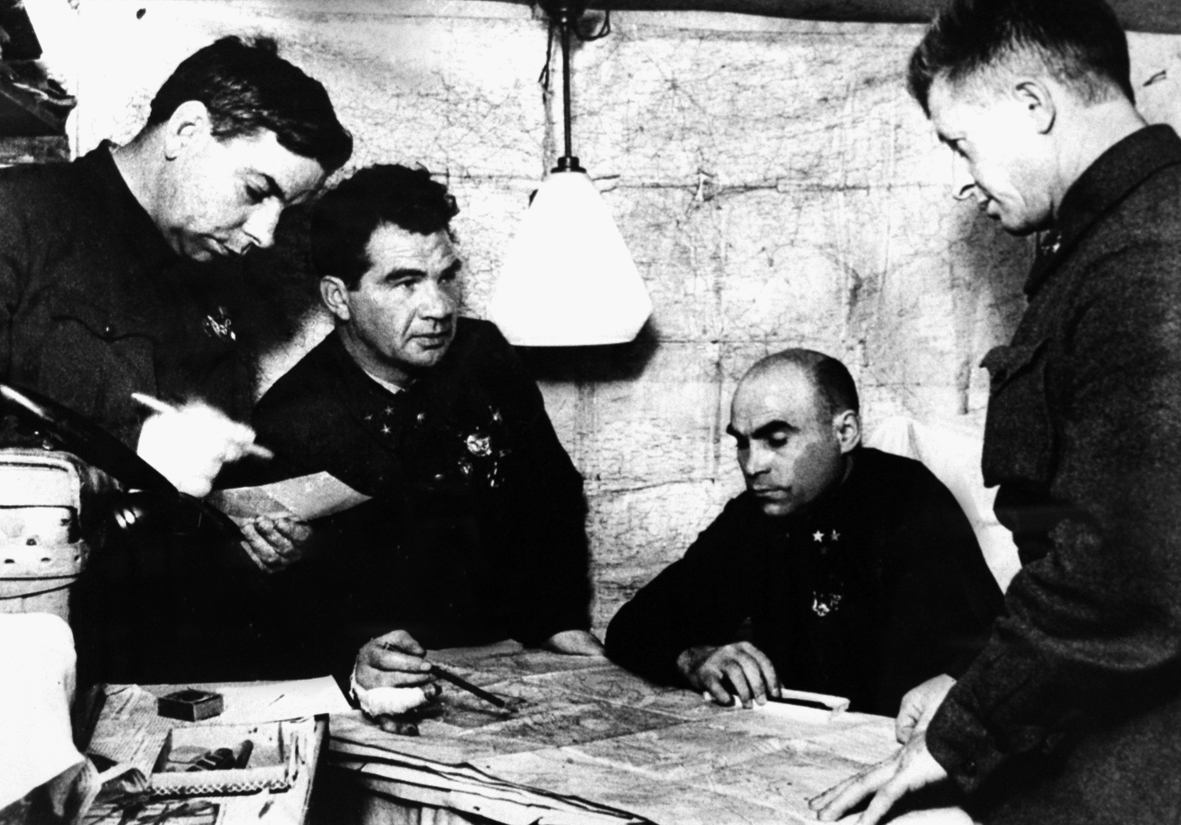
Rodimzew rechts mit Wassili Tschuikow (2. v.l.), Nikolai Krylow und Kusma Gurow, Dezember 1942

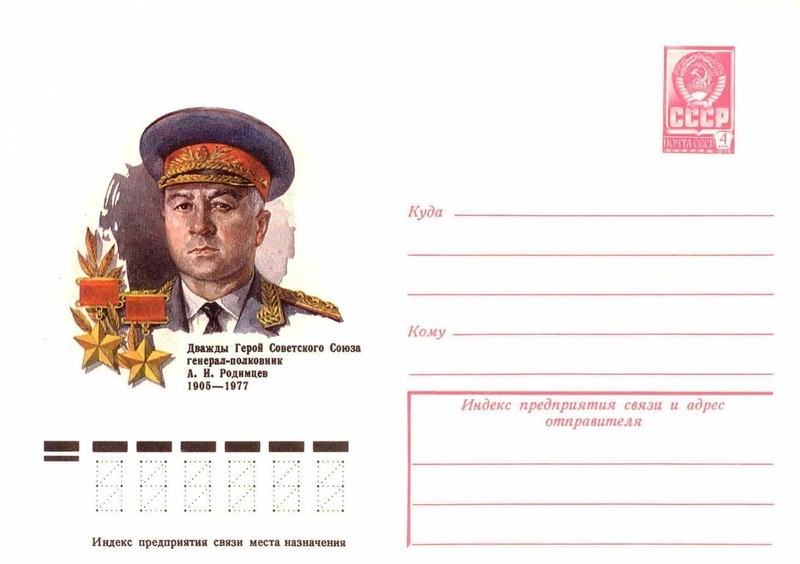
Alexander Rodimzew auf einem sowjetischen Briefumschlag (1978)

Alexander Iljitsch Rodimzew (russisch Александр Ильич Родимцев; * 23. Februarjul. / 8. März 1905greg. in Scharlyk, Gouvernement Orenburg, Russisches Kaiserreich; † 13. April 1977 in Moskau) war ein Generaloberst der Roten Armee im Zweiten Weltkrieg und zweifacher Held der Sowjetunion.

## Leben
Von 1936 bis 1937 kämpfte er im Spanischen Bürgerkrieg auf der Seite der Republikaner und wurde für seinen Einsatz dort zum ersten Mal als Held der Sowjetunion ausgezeichnet. 1939 schloss er eine Ausbildung an der Frunse-Militärakademie ab und nahm 1940 am Winterkrieg gegen Finnland teil.
Zu Beginn des Deutsch-Sowjetischen Krieges war er Kommandeur der 5. Luftlande-Brigade und kämpfte unter anderem in der Schlacht um Kiew. Im November 1941 erhielt er den Befehl über die 87. Schützendivision, die wenig später in 13. Gardeschützen-Division (GSD) umbenannt wurde.
Während der Schlacht von Stalingrad war es seinem strategischen Geschick und seiner Einsatzbereitschaft zu verdanken, dass der deutsche Vormarsch auf der Höhe der Tsaritza-Rinne und dem Mamajew-Hügel gestoppt wurde. Durch das Eingreifen der 13. GSD konnten die Verteidigungsstellungen stabilisiert und eine Niederlage der 62. Armee in Stalingrad abgewendet werden.
1943 wurde Rodimzew Kommandeur des 32. Garde-Schützenkorps und kämpfte in der Schlacht bei Kursk gegen deutsche Panzerverbände. Im Rahmen der 5. Gardearmee nahm er an der Lwiw-Sandomierz-Operation, an der Weichseloffensive und an der Cottbus-Potsdamer Operation teil. 1945 wurde er zum zweiten Mal als Held der Sowjetunion ausgezeichnet. Er war außerdem dreifacher Träger des Leninordens und vierfacher Träger des Rotbannerordens.
Nach dem Krieg diente Rodimzew als Stellvertretender Befehlshaber verschiedener Militärbezirke und zwischenzeitlich als Militärattaché in Albanien.
Rodimzew starb am 13. April 1977 und wurde auf dem Moskauer Nowodewitschi-Friedhof begraben.

## Zitat
Rodimzew auf die Frage Tschuikows, wie er die Lage in Stalingrad am 15. September 1942 beurteile:

„Ich bin Kommunist und werde Stalingrad nicht verlassen.“